# Département de Virginie et de Caroline du Nord
Le département de Virginie et de Caroline du Nord est un département militaire des États-Unis englobant le territoire occupé par l'Union dans les États confédérés lors de la guerre de Sécession. En 1863, il est formé par la fusion de deux départements déjà existants : le département de Virginie et le département de Caroline du Nord. En 1865, les deux départements sont une fois de plus séparés.

## Département de Virginie

### 1861
Le département de Virginie est créé le 22 mai 1861, pour inclure toutes les zones à l'intérieur d'un rayon de 96 kilomètres (60 miles) autour de la forteresse Monroe et toutes les sections de la Caroline du Nord et Caroline du Sud occupée par l'armée de l'Union. Le major-général Benjamin F. Butler est le premier commandant nommé et place ses quartiers-généraux au fort Monroe. Les premières batailles menées par les troupes de ce département, sous le commandement du général Butler comprennent les actions à Big Bethel et Hatteras Inlet. Dès le début, le département est également connu comme le « département du Virginie sud-oriental ». Le 9 août 1861, le major général John E. Wool est nommé à la tête du département de Virginie par l'ordre spécial N° 214 à compter du 17 août.
Le 7 janvier 1862, les régions de la Caroline du Nord sont détachées pour former le département de Caroline du Nord. Le 1er juin 1862, la région située au sud de la rivière Rappahannock et à l'est du chemin de fer de Fredericksburg-Richmond-Petersburg-Weldon sont ajoutés au département. Le lendemain le major général John A. Dix prend le commandement du département. Du 26 juin 1862 au 12 septembre 1862, l'armée de Virginie de John Pope opère au sein du département. Le 15 juillet 1863, le département de Virginie est fusionné avec le département de Caroline du Nord par l'ordre général 217.

### 1865
Le 18 janvier 1865, le département de Virginie est re-créé pour former une zone de 96 kilomètres (60 miles) de la forteresse Monroe, les régions au sud de la rivière Rappahannock et à l'est du chemin de fer de Fredericksburg-Richmond-Petersbourg-Weldon. Le major général Edward O. C. Ord prend le commandement du département lorsque celui-ci est créé par scission du département de Virginie et de Caroline du Nord qu'il commandait précédemment. Le 19 avril 1865, une grande partie du reste de la Virginie est ajoutée, à l'exclusion de la vallée de la Shenandoah. Du 18 janvier au 1er août 1865, l'armée de la James est composé de troupes de ce département qui sont les premières à entrer dans la capitale déchue de la ville de Richmond et le département est attaché à la division de la James par l'ordre général 71. Ses quartiers généraux sont alors transférés à Richmond après la capture de la ville.
Le 27 juin 1865, le département est alors constitué de l'État de Virginie à l'exception d'Alexandria, des comtés de Fairfax et de Loudoun selon l'ordre général 118 et attaché à la division de l'Atlantique. Il fusionne alors définitivement avec le département du Potomac le 6 août 1866 selon le termes de l'ordre général 59.

### Commandants
1861
- Benjamin F. Butler (22 mai 1861 – 9 août 1861)
- John E. Wool (9 août 1861 – 2 juin 1862)
- George B. McClellan (nommé le 1er juin 1862 – n'a jamais assumé le commandement)
- John Adams Dix (2 juin 1862 – 6 avril 1863)
- Erasmus D. Keyes (6 avril 1863 – 14 avril 1863)
- John Adams Dix (14 avril 1863 – 15 juillet 1863)

1865
- E. O. C. Ord (18 janvier 1865 – 14 juin 1865)
- Henry W. Halleck (nommé le 16 avril 1865, mais révoqué le 19 avril 1865)
- Alfred H. Terry (14 juin 1865 – 6 août 1866)

### Postes dans le département de Virginie
- Fort Monroe, en Virginie, 1861-65, Norfolk
- Fort Calhoun, en Virginie, 1861-62 Fort Wool, en Virginie, 1861-65, Norfolk
- Fort de Norfolk, en Virginie, 1862-65, Norfolk
- Prison militaire de Norfolk, en Virginie, 1862-63, Norfolk
- Camp Naglee, 1862-1864, Norfolk
- Poste à Newport News, en Virginie, 1863-65 Newport News
- Défenses de la guerre de la Sécession de Williamsburg, 1862-1865, Williamsburg
- Batterie de Burwell's Landing, 1862, Kingsmill-on-the-James
- Défenses de Jamestown Island, 1862, 1863-1865, Jamestown, en Virginie
- Batterie de Swann's Point, 1862, 1863-1865, au nord de Surry, en Virginie

## Département de Caroline du Nord

### 1862
Le département de Caroline du Nord est créé le 7 janvier 1862, afin d'inclure les régions de la Caroline du Nord occupées par les forces de l'Union. Ces zones faisaient avant partie du département de la Virginie. Le brigadier général E. Ambrose Burnside est le premier commandant. Les premiers territoires capturés par la force expéditionnaire de Burnside comprennent Roanoke Island, New Bern, Morehead City, Beaufort et de fort Macon. Le 24 décembre 1862, le XVIIIe corps est créé, composé de cinq divisions stationnées en Caroline du Nord. Le 15 juillet 1863, le département est fusionné avec le département de Virginie. Le département de Caroline du Nord a ses quartiers généraux à Slover-Bradham House à New Bern, en Caroline du Nord.

### 1865
Le 31 janvier 1865, le département est re-créé afin d'inclure les régions de Caroline du Nord occupées par l'Union à l'exclusion de ceux occupés par les armées de William T. Sherman. Le général John M. Schofield est trié sur le volet par Ulysse Grant pour prendre la tête du département. Schofield assemble les troupes dans le département pour former le corps expéditionnaire de Wilmington qu'il dirige personnellement lors de la capture de Wilmington. D'importants territoires compris dans le département sont ceux capturés par Ambrose Burnside, en 1862, avec le fort Fisher et Wilmington récemment capturés. En mars 1865, les troupes du département de Caroline du Nord forment le Xe corps « ré-activé », sous le commandement d'Alfred Terry. Le 19 mai 1866, il est fusionné dans le département des Carolines.

### Commandants
1862
- Ambrose Burnside (7 janvier 1862 – 6 juillet 1862)
- John G. Foster (6 juillet 1862 – 29 mars 1863)
- Innis N. Palmer (29 mars 1863 – 16 avril 1863)
- John G. Foster (16 avril – 15 juillet 1863)

1865
- John M. Schofield (31 janvier 1865 – 20 juin 1865)
- Jacob D. Cox (20 juin 1865 – 28 juin 1865)
- Thomas H. Ruger (28 juin 1865 – 19 mai 1866)

### Postes dans le département de Caroline du Nord
- Fort Ocracoke, 1861-1865), Beacon Island
- Fort Clark, 1861-1865, Hatteras Inlet
- Camp Wool, 1862-1865, juste à l'ouest du fort Clark
- Fort Hatteras, 1861-1865, Hatteras Inlet
- Bogue Sound Blockhouse, 1862-1864, Morehead Township
- Fort Macon, 1862-1865, Atlantic Beach
- Newport Barracks, 1862-1864, Newport
- Fort Lane, 1862, James City
- Défenses de New Bern, NC, (1862-1865), à New Bern
- Camp Hoffman, 1862-1865, près de Tuscarora
- Défenses de Washington, NC, (1862-1865), Washington

## Département de Virginie et de Caroline du Nord
Le département de Virginie et de Caroline du Nord est créé le 15 juillet 1863, composé de tous les territoires faisant anciennement partie du département de Virginie et du département de Caroline du Nord. Du 21 décembre 1863 au 27 juin 1864, le comté de Saint Mary, au Maryland fait également partie du département. Le 18 janvier 1865, le département est de nouveau scindé dans le département de Virginie et le département de Caroline du Nord.
Du 12 août 1863 au 25 avril 1864, l'armée de Caroline du Nord se compose de troupes du district de Caroline du Nord au sein du département de Virginie et de Caroline du Nord. L'armée et le district de la Caroline du Nord sont commandées par John J. Peck.
Du 28 avril 1864 au 18 janvier 1865, l'armée de la James est composée de troupes à l'intérieur du département de Virginie et de Caroline du Nord. Elle sert principalement en Virginie pendant la campagne de Bermuda Hundred et pendant le siège de Petersburg menant des opérations contre la ville de Richmond au nord du fleuve James.

### Commandants
- George W. Getty (15 juillet 1863 – 18 juillet 1863)
- John G. Foster (18 juillet 1863 – 28 août 1863)
- Benjamin F. Butler (28 août 1863 – 27 août 1864)
- E. O. C. Ord (27 août 1864 – 5 septembre 1864)
- David B. Birney (5 septembre 1864 – 7 septembre 1864)
- Benjamin F. Butler (7 septembre 1864 – 14 décembre 1864)
- E. O. C. Ord (14 décembre 1864 – 24 décembre 1864)
- Benjamin F. Butler (24 décembre 1864 – 7 janvier 1865)
- E. O. C. Ord (7 janvier 1865 – 18 janvier 1865)